# غزوة بدر الآخرة
كانت غَزْوَةُ بَدْر الآخِرة في شعبان سنة 4 هـ - يناير 626 م، تسمى هذه الغزوة ببدر الآخرة، وبدر الصغرى، وبدر الثانية، وبدر الموعد.

## سبب الغزوة
لما انصرف أبو سفيان ومن معه يوم أحد نادى: «إن موعدكم بدر».
فقال رسول الله—لرجل من أصحابه قل: «نعم هو بيننا وبينك موعد».
لما جاء الموعد استعمل محمد ﷺ على المدينة عبد الله بن رواحة وخرج ومعه ألف وخمسمائة مقاتل، وكانت الخيل عشرة أفراس، وحمل اللواء علي بن أبي طالب ونزل النبي بدراً وأقام فيها ثمانية أيام ينتظر أبا سفيان، وخرج أبو سفيان من مكة على رأس قوة قوامها ثلاثة آلاف مقاتل، وقيل ألفان وخمسمائة، وقيل ألفا مقاتل، وفي نفسه رغبة ألا يحدث هذا اللقاء الذي ينتظر نتيجته كثير من رجال القبائل والأعراب وأهل المدن؛ إذ قضت المدينة ومكة عاماً في الاستعداد له، وكان في خروج أبي سفيان محاولة لإخافة المسلمين وإرهابهم كي لا يخرجوا فيكونوا هم الذين نكلوا عن الخروج.

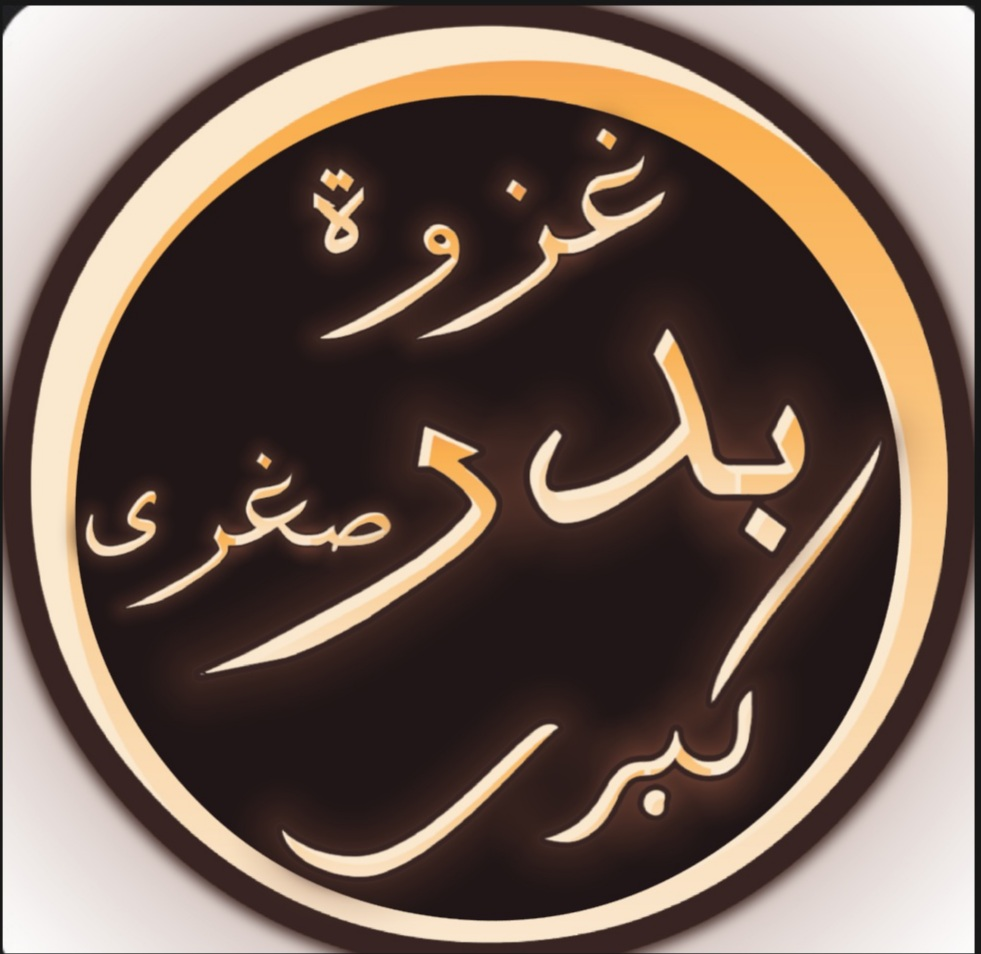
غزوة بدر.

## نعيم بن مسعود يبث الشائعات
بعث أبو سفيان نعيم بن مسعود؛ ليخيف المسلمين في المدينة من كثرة أعداد قريش وقوتها وجعل له عشرين بعيراً إن أدى هذه المهمة ولم يخرج محمد، وقال له: «إنه بدا لي أن لا أخرج، وأكره أن يخرج محمد ولا أخرج أنا؛ فيزداد المسلمون جرأة، فلأن يكون الخلف من قبلهم أحب إلي من أن يكون من قبلي، فالحق بالمدينة وأعلمهم أنا في جمع كثير ولا طاقة لهم بنا، ولك عندي من الإبل عشرون أدفعها لك على يد سهيل بن عمرو».
وصل نعيم إلى المدينة وبدا يبث إشاعاته وساعده في ذلك المنافقون واليهود، وقالوا: لا يفلت محمد من هذا الجمع ولعبت هذه الإشاعات دورها، وسار أبو بكر الصديق، وعمر بن الخطاب ـ رضي الله تعالى عنهما ـ إلى رسول الله وقالا له: "يا رسول الله إن الله مظهر نبيه ومعز دينه، وقد وعدنا القوم موعداً لا نحب أن نتخلف عنه، فيرون أن هذا جبن، فسر لموعدهم فوالله إن في ذلك لخيراً"، فسُرَّ النبي مما قاله صاحباه وأعلن أنه في طريقه إلى بدر وقال: "والذي نفسي بيده؛ لأخرجن وإن لم يخرج معي أحد".

## خروج النبي لملاقاة العدو
نادى رسول الله ﷺ في الناس للخروج، فاجتمع حوله ثلاث مئة وخمسون مقاتل وسار بهم إلى بدر، وصل النبي إلى بدر في جيشه وعسكر هناك، وبقي ثمان ليال ينتظر قريشاً، ولكنها لم تأت، إذ عادت جموعها من عسفان خوفاً من اللقاء حقيقةً، وحجتها في ذلك أن الظروف غير ملائمة للحرب إذ كانت سنوات جدب، قال أبو سفيان: «يا معشر قريش، إنه لا يصلحكم إلا عام خصيب ترعون فيه الشجر، وتشربون اللبن، وإن عامكم هذا عام جدب، وإني راجع فارجعوا»، فرجع الناس فسماهم أهل مكة جيش السويق، يقولون إنما خرجتم تشربون السويق..!، وأثناء وجود رسول الله ﷺ في انتظاره لأبي سفيان لميعاده أتاه مخشي بن عمرو الضمري وهو الذي كان وادعه على بني ضمرة في غزوة ودان فقال: "يا محمد: أجئت لملاقاة قريش على هذا الماء؟" قال: "نعم يا أخا بني ضمرة، وإن شئت مع ذلك رددنا إليك ما كان بيننا وبينك". قال: "لا والله يا محمد، ما لنا بذلك منك من حاجة".

## نتائج الغزوة
كانت نتيجة هذه الغزوة أن فر المشركون يجرون أذيال الخيبة والهزيمة، وعاد المسلمون يحملون راية الظفر، وهكذا دان عدو المسلمين الأول، وهي أقوى قوة في الجزيرة، وجيشها أكبر الجيوش تنظيماً وعتاداً، وكانت هي المتحدية، وهي الفارَّة من اللقاء، وأدى ذلك إلى خوف القبائل، وإجلاء جزء من اليهود.
وبدا أن غزوة أحد لم تكن ضربة أليمة يخنع المسلمون بعدها، ومن نتائجها أن رجالاً من الأعراب حول المدينة، والمنطقة كلها دانت لرسول الله.

## الدروس المستفادة من الغزوة
1. بيان الوفاء المحمدي الدال على الشجاعة النادرة، إذ لم يرهب من أبي سفيان كما أُرهب هو وولى من الطريق خائفاً.
2. بيان مصداق حديث «نصرت بالرعب مسيرة شهر» حيث انهزم جيش أبي سفيان قبل الالتقاء بأرض الموعد.
3. الشورى أصل ومنهج شرعي لابد من انتهاجه قبل اتخاذ القرار.
4. الإشاعات لها دور مؤثر في بث الضعف بين المجتمعات.

## وصلات خارجية
- نبي الرحمة

| قبلها: غزوة ذات الرقاع | غزوات الرسول غزوة بدر الآخرة | بعدها: غزوة دومة الجندل |